# Osella FA1D
Der Osella FA1D war ein Formel-1-Rennwagen des italienischen Motorsportteams Osella Squadra Corse, der in der Saison 1982 und der Saison 1983 eingesetzt wurde. Der FA1D löste den technisch weitgehend gleichen Osella FA1C ab. Mit seinem Cosworth-DFV-Motor war er ein Übergangsmodell, das die Zeit bis zum Erscheinen des mit einem Zwölfzylindermotor von Alfa Romeo ausgestatteten FA1E überbrücken sollte. Er war Osellas schwächstes Formel-1-Auto: Bei insgesamt 16 Meldungen verpassten die FA1D-Fahrer siebenmal die Qualifikation; soweit es zur Rennteilnahme kam, erreichte der FA1D kein einziges Mal das Ziel.

## Entstehungsgeschichte
Das Turiner Unternehmen Osella Corse, dessen Gründer Enzo Osella 1971 die Motorsportabteilung von Abarth & C. übernommen hatte, baute in den 1970er-Jahren schwerpunktmäßig Wettbewerbsfahrzeuge für Berg- und Sportwagenrennen; Autos nach dem Formel-Reglement dagegen entstanden zunächst selten. In den Jahren 1975 und 1979 nahm Osella werksseitig mit selbst konstruierten Autos an der Formel-2-Europameisterschaft teil. Erfolgreich war nur das Engagement 1979: Osellas Werksfahrer Eddie Cheever gewann mit dem FA2/79 drei Meisterschaftsläufe und belegte am Ende Rang vier des Gesamtklassements. Auf Initiative und mit finanzieller Unterstützung der italienischen Tochter des Unilever-Konzerns stieg Osella bereits ein Jahr später in die Formel-1-Weltmeisterschaft ein, wobei viel Improvisation erforderlich war. Der FA1A, Osellas erstes Formel-1-Chassis, war eine leistungsschwache Ableitung des vorjährigen Formel-2-Autos. Im Spätsommer 1980 erschien daraufhin der von Enzo Osella und Giorgio Valentini konstruierte Nachfolger FA1B, der seinerseits im Spätsommer 1981 durch den weiterentwickelten FA1C abgelöst wurde. Der FA1C wurde auch in der Saison 1982 eingesetzt. Er erfuhr in der ersten Jahreshälfte 1982 schrittweise einige Modifikationen. Im August 1982 wurde er schließlich durch den FA1D abgelöst.

## Modellgeschichte
Der FA1D war kein grundlegend neues Fahrzeug. Vielmehr stellte er eine überarbeitete Version des 1981 vorgestellten Osella FA1C dar. 1982 war der FA1D ein Einzelstück. Dem Grunde nach handelte es sich bei diesem Auto um das letzte der insgesamt vier FA1C-Chassis (FA1C/4), das Osella im Frühjahr 1982 aufgebaut hatte und das in Monaco 1982 erstmals zum Einsatz kam. Dieses Chassis wurde in den nächsten Monaten von Hervé Guiplin schrittweise überarbeitet. Ab dem Großen Preis von Deutschland 1982 wurde dieser modifizierte FA1C/4 für vier Rennen unter der neuen Modellbezeichnung FA1D gemeldet. Nachdem dieses Auto beim Großen Preis von Italien bei einem Rennunfall schwer beschädigt worden war, meldete Osella für das anschließende Rennen in Las Vegas, das den Saisonabschluss bildete, das erste FA1C-Chassis (FA1C/1), das im Herbst 1981 eingesetzt worden war und seitdem als Ersatzfahrzeug gedient hatte. Analog zum FA1C/4 erhielt der FA1C/1 für das Rennen in Las Vegas die Modellbezeichnung FA1D. Inwieweit sich der FA1C/1 tatsächlich auf dem technischen Stand des FA1D befand, ist nicht geklärt.
Für die Saison 1983 traten wesentliche Regeländerungen in Kraft. Im Gegensatz zu den vorangegangenen Jahren waren Flügelprofile in den Seitenkästen nunmehr verboten und die Unterböden mussten komplett glatt gestaltet sein, sodass sie keinen Saugeffekt mehr produzierten.
Osella baute für 1983 zwei Autos auf, die ebenfalls als FA1D bezeichnet wurden. Einige Quellen nennen sie zwecks besserer Differenzierung FA1D/83, wobei diese Bezeichnung werksseitig nicht verwendet wurde. Für die beiden 1983er FA1D verwendete Osella die Grundstruktur der 1982er Versionen und griff auch auf viele Anbauteile zurück.

## Technik

### FA1D/82
Der Osella FA1D ist weitgehend mit dem FA1C identisch, den Giorgio Valentini 1981 konstruiert und Hervé Guiplin im Frühjahr 1982 modifiziert hatte. Der FA1D übernahm das Monocoque, die Aufhängung und die wesentlichen Karosserieteile vom FA1C. Das Monocoque bestand aus Aluminiumsandwichplatten mit Wabenkern. Die Aerodynamik geht auf Windkanaltests zurück, die Osella 1981 in Fiats Anlage in Orbassano durchgeführt hatte. Die Seitenkästen waren sehr breit und lang, um einen möglichst großen Bodeneffekt zu erzielen. Hinsichtlich des Fahrwerks und der Antriebstechnik entsprach der FA1D dagegen weitgehend seinen beiden Vorgängermodellen. Osella verwendete weiterhin Achtzylinder-Saugmotoren von Cosworth mit 3,0 Liter Hubraum (Typ DFV).

### FA1D/83
Die Anpassung des FA1D an das ab 1983 geltende Regelwerk war eine Arbeit des britischen Ingenieurs Tony Southgate. Osella ging hier unterschiedliche Wege; die beiden FA1D/83 unterschieden sich in Details erheblich voneinander:
- Beim FA1D/83/1 behielt Osella die Rumpfform des FA1C unverändert bei. Dazu gehörten auch die breiten und langen, bis zum Cockpit reichenden Seitenkästen, die im Vorjahr für die Erzielung größtmöglichen Saugeffekts auf maximale Größe gebracht worden waren. Für den Einsatz in der Saison 1983 installierte Osella lediglich einen glatten Unterboden. Dieses Fahrzeug wurde im Frühjahr und Sommer 1983 ausschließlich von Corrado Fabi gefahren.[9]
- Beim FA1D/83/2 verkürzte Osella dagegen die Seitenkästen beträchtlich. Die Kühler saßen bei ihm in kleinen, dreieckförmigen Ausweitungen unmittelbar vor den Hinterrädern. Unter der Leitung von Giuseppe Petrotta installierte Osella – ebenso wie die anderen Teams – einen großen Heckflügel, der den durch den Flachboden bedingten Verlust des Abtriebs kompensieren sollte. Gleichzeitig erhöhte sich damit allerdings der Luftwiderstand deutlich, sodass die Höchstgeschwindigkeit stark nachließ.[10] Dieses Modell wurde 1983 dreimal für Piercarlo Ghinzani gemeldet, der zum vierten Saisonrennen die erste Version des FA1E mit Alfa-Motor erhielt. Der FA1E übernahm die schmale Rumpfform des FA1D/2.[11]

## Renneinsätze

### 1982
Der FA1D debütierte beim Großen Preis von Deutschland 1982 und wurde für die verbleibenden Saisonrennen für Jean-Pierre Jarier, den einzigen Fahrer des Teams, gemeldet. In Deutschland, Dijon und Italien fiel Jarier jeweils nach einem Unfall aus, in Österreich qualifizierte er sich nicht fürs Rennen. Beim letzten Weltmeisterschaftslauf in Las Vegas beschädigte Jarier den Wagen bei einem Trainingsunfall so stark, dass er nicht mehr für das Rennen repariert werden konnte. Da Osella keinen Ersatzwagen in Las Vegas hatte, ließ das Team das Rennen aus.

### 1983
Osella Corse begann die vierte Formel-1-Saison mit der Flachbodenversion des FA1D. Fahrer waren Piercarlo Ghinzani und Corrado Fabi.
Ghinzani setzte den neu aufgebauten zweiten FA1D während der ersten drei Rennen des Jahres ein. Er konnte sich zu keinem Rennen qualifizieren. Fabi, der zweite Fahrer des Teams, fuhr bis zum Großen Preis von Kanada den ersten FA1D. In acht Anläufen konnte er sich fünfmal qualifizieren, kam aber bei keinem Rennen ins Ziel.

## Rennergebnisse
| Saison | Fahrer             | Nummer | 1   | 2   | 3   | 4   | 5   | 6   | 7   | 8   | 9 | 10 | 11 | 12  | 13  | 14  | 15  | 16  | Punkte | Rang |
| ------ | ------------------ | ------ | --- | --- | --- | --- | --- | --- | --- | --- | - | -- | -- | --- | --- | --- | --- | --- | ------ | ---- |
| 1982   |                    |        |     |     |     |     |     |     |     |     |   |    |    |     |     |     |     |     | (3)    | (12) |
| 1982   | Jean-Pierre Jarier | 31     |     |     |     |     |     |     |     |     |   |    |    | DNF | DNQ | DNF | DNF | DNS | (3)    | (12) |
| 1983   |                    |        |     |     |     |     |     |     |     |     |   |    |    |     |     |     |     |     | –      | –    |
| 1983   | Corrado Fabi       | 31     | DNF | DNQ | DNF | DNF | DNQ | DNF | DNQ | DNF |   |    |    |     |     |     |     |     | –      | –    |
| 1983   | Piercarlo Ghinzani | 32     | DNQ | DNQ | DNQ |     |     |     |     |     |   |    |    |     |     |     |     |     | –      | –    |